# Der rote Teufel
Der rote Teufel (Originaltitel The Red Stallion, auch Joel reitet auf Sieg) ist ein US-amerikanischer Western und Familienfilm unter Regie von Lesley Selander mit Robert Paige, Noreen Nash und Ted Donaldson in den Hauptrollen. Der Film wurde von Eagle-Lion Films produziert und hatte Premiere am 16. August 1947. In der Bundesrepublik Deutschland kam er am 29. Mai 1953 in die Kinos, in Österreich im August 1953.

## Handlung
Oma Aggie, die mit ihrem verwaisten Enkel Joel Curtis eine Pferderanch betreibt, wird eine Zwangsversteigerung angedroht, wenn sie nicht innerhalb von 30 Tagen Tausende von Dollar auftreiben kann. Joel ist entschlossen, Aggie zu helfen und beschließt, seinen Hengst Red, den er von klein auf aufgezogen hat, für Rennen zu trainieren. Auf der benachbarten Moresby-Ranch lässt Joel den Rancharbeiter Andy McBride Mr. Moresbys Pferdetrainerin Ellen Reynolds davon überzeugen, mit Red ein Testrennen gegen Moresbys Preispferd Black Moor zu veranstalten. Obwohl Red schnell ist, ist er nicht darauf trainiert, der Innenbahn zu folgen, und verliert. Moresby verspricht jedoch, dass er ihm ein Pferd abkaufen wird, wenn er ihm eins zeigen kann, das Black Moor schlagen kann.
Als der Versteigerungstermin näher rückt, trainieren Joel und der treue indianische Rancharbeiter Ho-Na Red jeden Abend auf der Moresby-Rennbahn mit Hilfe von Joels kleinem Hund Curley. Am Abend vor der Versteigerung versprechen Ellen und Andy Joel, dass Moresby sich Red am Morgen noch einmal ansehen wird. Im Wald gerät Red jedoch in einen Kampf mit einem Bären und ist zu müde zum Laufen. Am nächsten Tag soll Red versteigert werden, doch Joel erreicht rechtzeitig mit ihm das Rennen. Diesmal kann Red Black Moor besiegt. Aggie überredet Moresby, Joel zum Teilhaber von Red zu machen. Während Joel Red umarmt, gehen Ellen und Andy Arm in Arm davon und Aggie und Moresby verlassen die Rennbahn. Curley gesellt sich zur Mutter seiner Welpen in die Scheune.

## Entstehung
Gedreht wurde der Film von Ende September bis Anfang Dezember 1946. Bud Westmore war für das Maskenbild zuständig. Verantwortlicher Toningenieur war J. N. A. Hawkins. Bryan Foy war Produktionsleiter, Howard W. Koch Regieassistent, Irving Friedman musikalischer Direktor.
Teile des Films wurden in der Nähe von Mount Shasta und in Dunsmuir in Kalifornien gedreht. Während der Produktion, die aufgrund schlechten Wetters deutlich über den Zeitplan hinausging, wurde das Budget des Films von 1.000.000 auf 1.500.000 Dollar erhöht (inflationsbereinigt von 12,1 auf 18,2 Millionen Dollar).

## Kritiken
Der Kritiker des TV Guide befand, dass schöne Außenaufnahmen und einige spannende Tierszenen helfen, einen tempolosen Film zu retten, der in Bezug auf die menschlichen Dimensionen ins Wanken gerate.

„Familienfreundliches Unterhaltungskino für Pferdeliebhaber.“